# Světec (zámek)
Světec je zámek ve stejnojmenné obci v okrese Teplice. Stojí v severní části vesnice vedle kostela svatého Jakuba Většího. Sídlí v něm obecní úřad. Od roku 1964 je chráněn jako kulturní památka.

## Historie
Barokní zámek byl založen na místě staršího zaniklého kláštera pražským arcibiskupem Janem Josefem Breunerem okolo roku 1708. Spolu s ním vznikl na západní straně zámku park, který nechal rozšířit arcibiskup Vilém Florentin Salm-Salm. Ve druhé čtvrtině 19. století byl zámecký areál upraven na pokyn arcibiskupa Aloise Josefa Schrenka, který také založil rozhlednu Aloisova výšina na Pohradické hoře u Ohníče.

## Stavební podoba
Půdorys dvoupatrového zámku je obdélný. Uprostřed západní strany se nachází rizalit, před který předstupuje balkón. Fasádu člení pilastry a římsy. V interiéru jsou dvě barokní schodiště zaklenutá valenou klenbou a některé místnosti mají stropy s fabiony. Ve druhé polovině 20. století byl vnitřek přizpůsoben potřebám místního národního výboru. Kromě kancelářských prostor zde vznikla obřadní síň, pamětní síň malíře Vojtěcha Preissiga a řada bytů.
Na jižní straně k zámku přiléhá kostel svatého Jakuba Většího, do kterého vede ze zámecké budovy přímý vstup na oratoř.